# Cúrling als Jocs Olímpics d'hivern de 2014
Als Jocs Olímpics d'Hivern de 2014, que se celebraren a la ciutat de Sotxi (Rússia), es disputaren dues proves de cúrling, una en categoria masculina i una altra en categoria femenina.
La competició se celebrà entre els dies 10 i 21 de febrer de 2014 a les instal·lacions del Centre de Cúrling Cub de Gel.

## Participants
Hi participaren un total de 100 jugadors de cúrling de 12 comitès nacionals diferents:
| - Alemanya (5) - Canadà (10) - Corea del Sud (5) - Dinamarca (10) - Estats Units (10) - Regne Unit (10) | - Japó (5) - Noruega (5) - Rússia (10) - Suècia (10) - Suïssa (10) - R.P. de la Xina (10) |

## Resum de medalles

### Categoria masculina
| Prova           | Or                                                                          | Argent                                                                                        | Bronze                                                                                   |
| Prova masculina | Canadà Brad Jacobs · Ryan Fry · E. J. Harnden · Ryan Harnden · Caleb Flaxey | Regne Unit David Murdoch · Greg Drummond · Scott Andrews · Michael Goodfellow · Greg Drummond | Suècia Niklas Edin · Sebastian Kraupp · Fredrik Lindberg · Viktor Kjäll · Oskar Eriksson |

### Categoria femenina
| Prova          | Or                                                                                | Argent                                                                                                   | Bronze                                                                             |
| Prova femenina | Canadà Jennifer Jones · Kaitlyn Lawes · Jill Officer · Dawn McEwen · Kirsten Wall | Suècia Margaretha Sigfridsson · Maria Prytz · Christina Bertrup · Maria Wennerström · Agnes Knochenhauer | Regne Unit Eve Muirhead · Anna Sloan · Vicki Adams · Claire Hamilton · Lauren Gray |

## Medaller
| Pos.  | País       | Or | Plata | Bronze | Total |
| 1     | Canadà     | 2  | 0     | 0      | 2     |
| 2     | Regne Unit | 0  | 1     | 1      | 2     |
| 2     | Suècia     | 0  | 1     | 1      | 2     |
| Total | Total      | 2  | 2     | 2      | 6     |